# Dirk Rothbrust

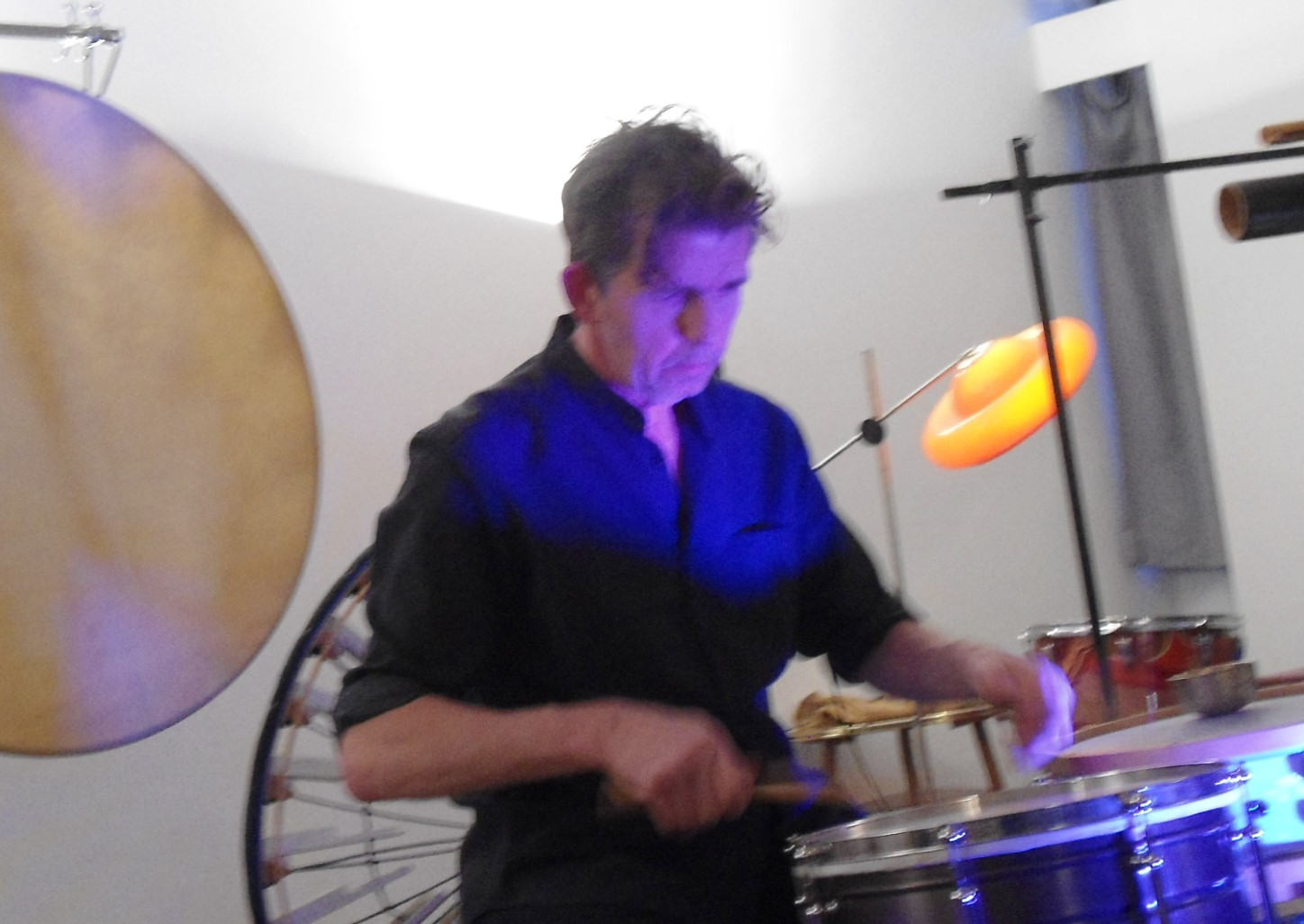
Dirk Rothbrust

Dirk Rothbrust (* 1968 in Illingen) ist ein deutscher Schlagwerker und Komponist, der vor allem im Bereich der Neuen Musik und der improvisierten Musik hervorgetreten ist.

## Leben und Wirken
Rothbrust entdeckte mit elf Jahren das Schlagzeug für sich. Nach der Schulzeit im Blasorchester seines Geburtsortes und (Frank Zappa geprägt) in Rockbands orientierte er sich stark an der klassischen Musik. Er studierte von 1986 bis 1994 an den Musikhochschulen in Saarbrücken und Karlsruhe unter anderem bei Franz Lang und Isao Nakamura. Er erweiterte das klassische Schlagwerk um Styroporplatten, Zimmerpflanzen, Steine und ethnomusikalische Klangerzeuger.
1995 wurde er Mitglied des Schlagquartett Köln, in dem er sich der Neuen Musik widmete. Zudem arbeitete er mit Lauren Newton und im Multiple Joy(ce) Orchestra. Seit 2006 gehört er als festes Mitglied dem Ensemble musikFabrik an, mit dem er an zahlreichen Produktionen beteiligt war. Rebecca Saunders und Enno Poppe haben Stücke für ihn geschrieben. Gemeinsam mit Pierre-Laurent Aimard interpretierte er mehrfach Stockhausens Kontakte. Er ist auch auf Alben von Michael Wertmüller (Sketches and Ballads), Barbara Buchholz und Marcus Schmickler zu hören und komponierte für Hörspiel und Theater.

## Diskographische Hinweise
- Lauren Newton / Thomas Horstmann / Dirk Rothbrust + Bertl Muetter Trio L.T.D. (Leo Records 1999)
- Barbara Monk Feldman – Aki Takahashi, Sabat / Clarke, Dirk Rothbrust The Northern Shore (mode 2012)
- Gerhard Stäbler, Dirk Rothbrust Cassandra (gligg 2012)
- Martin Schmidt / Dirk Rothbrust Ghosts (gligg 2013)
- Sleeping in Vilna: Why Waste Time (Ayler Records 2013, mit Mike Ladd, Carol Robinson, Dave Randall)